# Malta Maestrale
Malta Maestrale (in maltese: Malta Majjistral) era una delle tre regioni di Malta previste dal Local council Act del 30 giugno 1993. Era anche chiamata Regione Nordoccidentale (in inglese North Western Region). È stata abolita a seguito del Act No. XVI del 2009, che ha portato a una nuova suddivisione regionale.
Raccoglieva 29 consigli locali della parte settentrionale dell'isola di Malta, divisi in tre distretti (Settentrionale, Occidentale e Porto Settentrionale), aventi solo fini statistici.
Era la regione più grande di Malta con un'estensione di oltre la metà del territorio nazionale, nonché la più popolata. Essa conteneva la località maltese con il maggior numero di abitanti: Birchircara.
Il nome della regione faceva riferimento alla posizione nordoccidentale del territorio nell'isola: Majjistral infatti in maltese significa maestrale.

## Consigli locali
- Attard
- Baia di San Paolo
- Balzan
- Birchircara
- Curmi
- Dingli
- Gargur
- Gezira
- Ħamrun
- Lia
- L-Iklin
- Mtarfa
- Mdina
- Melleha
- Msida
- Mġarr
- Mosta
- Naxxar
- Pembroke
- Pietà
- Rabat
- San Ġwann
- St. Julian's
- Santa Venera
- Sliema
- Siġġiewi
- Swieqi
- Ta' Xbiex
- Żebbuġ